# Dibekacin
Dibekacin là một loại kháng sinh aminoglycoside.
Nó đã được sử dụng kết hợp với sulbenicillin.